# Кролик (Винни-Пух)
Кро́лик (англ. Rabbit) — персонаж книг А. А. Милна «Винни Пух» (1926) и «Дом на Пуховой Опушке» (1928) с иллюстрациями Эрнеста Х. Шепарда (англ. Ernest H. Shepard).

## Характеристика
Кролик — один из двух обитателей Стоакрового Леса, кто имеет мозги, и он констатирует этот факт в разговоре с Совой: 

У тебя и у меня есть мозги. У остальных вата.Оригинальный текст (англ.)You and I have brains. The others have fluff.
 По этой самой причине Кролик считает себя очень важным жителем Стоакрового Леса. Любит во всём порядок, организованность, всегда сердится, если кто-то делает что-то не так, как это было указано им, Кроликом. Самая важная вещь для Кролика — его огород, этому он посвящает основную часть своего времени.
В советской версии носит очки, проявляет себя воспитанным.

## Появление
В книге А. А. Милна «Винни Пух» (1926), Кролик впервые появляется в «Главе второй, в которой Винни-Пух пошёл в гости, а попал в безвыходное положение» (Chapter Two «In which Pooh goes visiting and gets into tight place»).
Интересно, что в седьмой главе, в которой обитатели Стоакрового леса с недоумением и недовольством воспринимают «вторжение» Кенги с Крошкой Ру и пытаются вытеснить из своей среды эти чуждые элементы, Кролик заявляет о наличии у него «семейства» (family), и ясно, что имеются в виду именно дети:
«Вот мы тут живём… все мы, и вдруг ни с того ни с сего мы однажды утром просыпаемся и что мы видим? Мы видим какое-то незнакомое животное! Животное, о котором мы никогда и не слыхали раньше! Животное, которое носит своих детей в кармане! Предположим, что я стал бы носить своих детей в кармане, сколько бы мне понадобилось для этого карманов?
— Шестнадцать, — сказал Пятачок.
— Семнадцать, кажется… Да, да, — сказал Кролик, — и ещё один для носового платка, — итого восемнадцать. Восемнадцать карманов в одном костюме! Я бы просто запутался!».
Как отмечает Мария Елифёрова, «в сцене совета по изгнанию Кенги говорится о 16 или 17 детях Кролика, однако нигде в „Винни-Пухе“ не упоминаются крольчихи — как и не говорится о каких-либо формах отцовского поведения со стороны Кролика. Дети эти нигде в дальнейшем не фигурируют. Очевидно, они вставлены Милном исключительно ради шутки насчёт ношения детей в карманах».
Ранее, в главе второй, упоминались Родные и Знакомые Кролика, однако они не позиционируются как его потомство.

## Мультфильмы
В советском мультфильме «Винни-Пух идёт в гости» (1971) Винни-Пух и Пятачок приходят в гости к Кролику. Кролика озвучил актёр Анатолий Щукин.
В мультфильмах студии Диснея (Disney) о Винни Пухе первое появление Кролика происходит в серии «Винни Пух и Медовое Дерево» (1966). Озвучивали персонажа: Джуниус Мэттьюс, позже Уилл Раян, Рэй Эрленборн, Кен Сэнсом.

## Игры
Кролик также появляется в компьютерных играх о Винни Пухе: Tigger’s Honey Hunt, Pooh’s Party Games: In Search of the Treasure, Piglet’s Big Game и «Винни-Пух: Медовый урожай и хвост Иа-Иа» (появляется в 3 уровне из 6 уровней).